# Nunney Castle

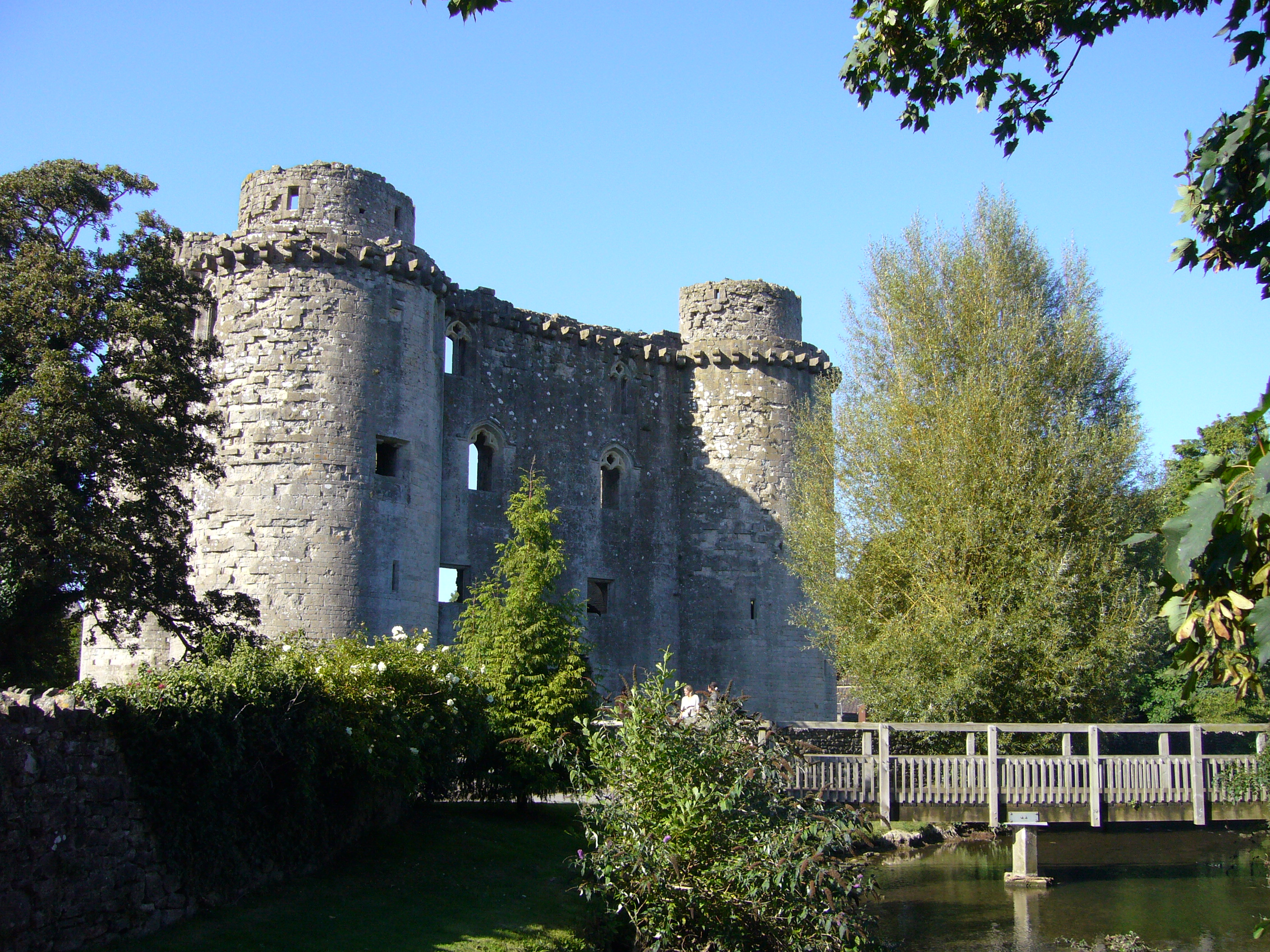
Ansicht von Nunney Castle

Nunney Castle ist eine Burg in Nunney, Somerset, England, aus dem 14. Jahrhundert.

## Anlage
Die Burg ist von sehr kompakter Form, mit einem rechteckigen Grundriss und runden Türmen an den vier Ecken. Sie ist damit ein Sonderfall des englischen quadrangular castle, einer Art Kastellburg. Nunney ist vermutlich von französischen Vorbildern beeinflusst (vgl. etwa die Bastille und Burg Anjony). Eine Besonderheit ist, dass Nunney im Gegensatz zu typischen Kastellburgen keinen Innenhof besitzt, und daher (nach Cathcart King) als eine auf einen einzigen Wehr- und Wohnturm (Keep) reduzierte Burg angesehen werden kann.
Die Burg ist von einem Wassergraben umgeben; andere Außenwerke sind dagegen kaum vorhanden.